# 愛知県道331号一色小久田線

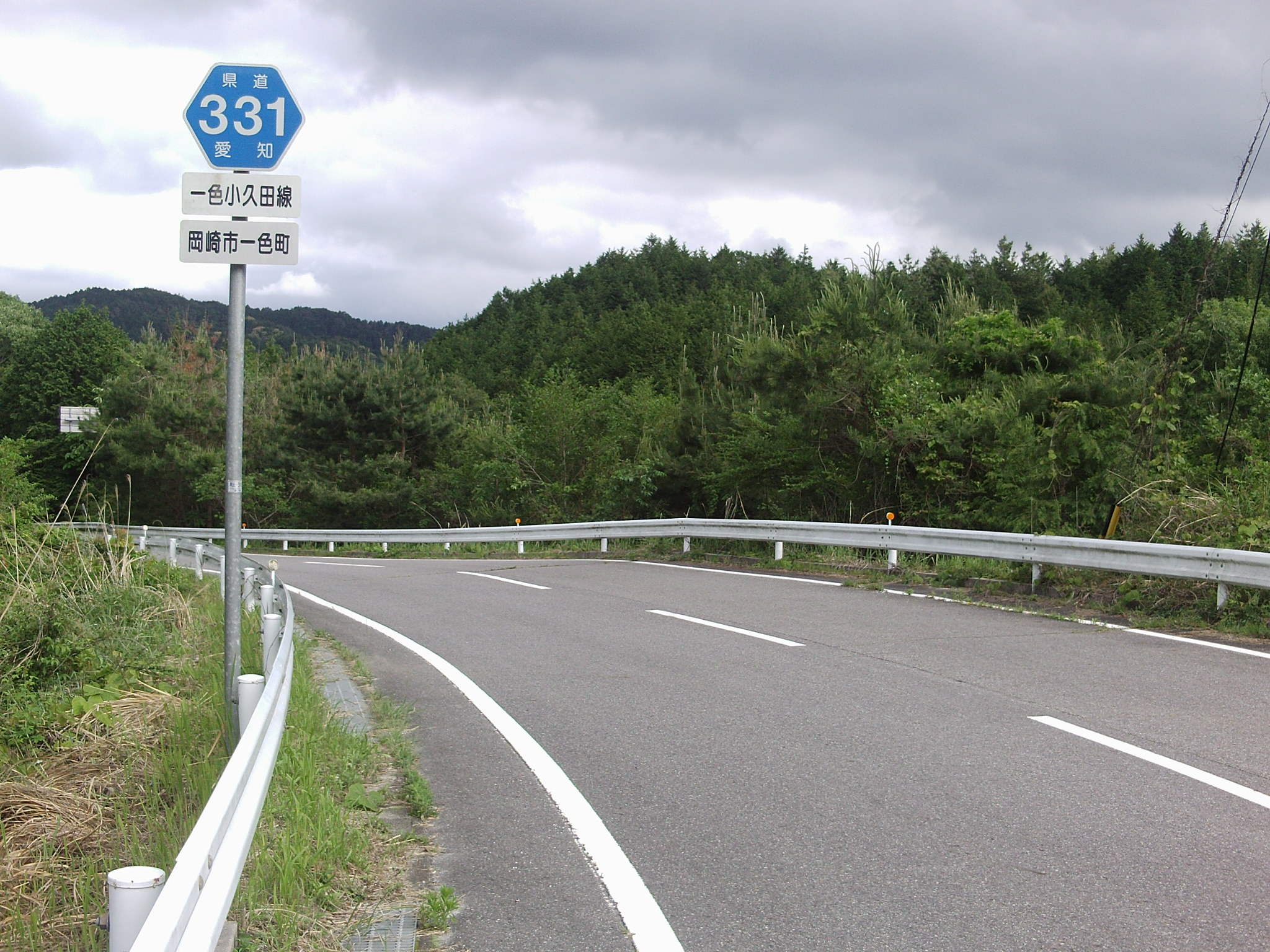
起点側から撮影

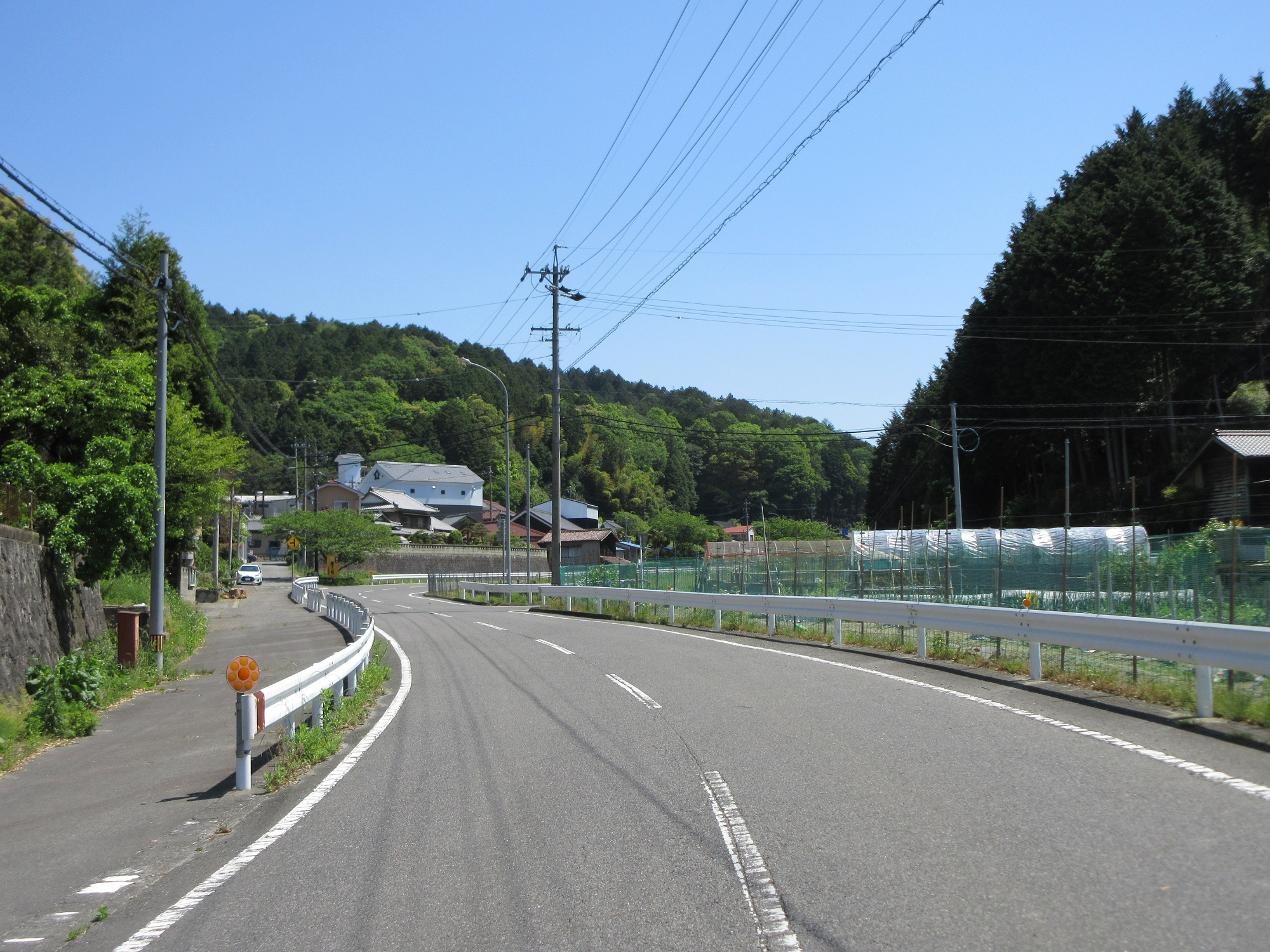
柴田酒造場を望む

愛知県道331号一色小久田線（あいちけんどう331ごう いっしきおくだせん）は、愛知県岡崎市内を通る一般県道である。

## 概要
岡崎市の山間部、旧額田町域北部を横断する道路である。この地区は1956年（昭和31年）9月30日まで額田郡下山村であったため、途中保久（ほっきゅう）町内の沿線には名称に「下山」の付いた施設が存在する。

### 路線データ
- 起点：愛知県岡崎市一色町（愛知県道477号東大見岡崎線重複点）
- 終点：愛知県岡崎市小久田町（国道473号交点）

## 通過する自治体
- 愛知県
  - 豊田市
  - 岡崎市

## 沿革
- 1972年9月16日 認定

## 接続する道路
- 愛知県道477号東大見岡崎線（岡崎市一色町・外山町間で重複）
- 愛知県道336号蘭鍛埜線（岡崎市保久町地内で重複）
- 国道473号（岡崎市小久田町）

## 周辺
- 岡崎市立下山小学校
- JAあいち三河 形埜支店下山店
- 柴田酒造場